# Neocoenyra victoriae
Neocoenyra victoriae är en fjärilsart som beskrevs av Aurivillius 1898. Neocoenyra victoriae ingår i släktet Neocoenyra och familjen praktfjärilar. Inga underarter finns listade i Catalogue of Life.